# 原核细胞骨架

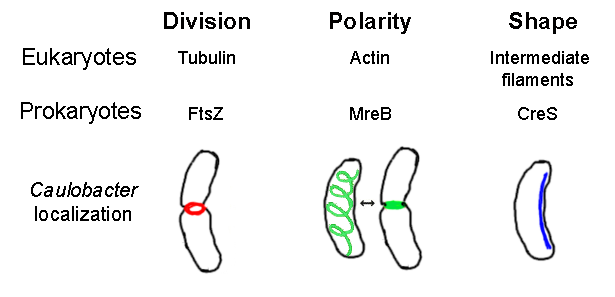
新月柄杆菌的细胞骨架元件：原核细胞骨架元件与其真核生物中的同功物质的对比

原核细胞骨架（英語：prokaryotic cytoskeleton）是原核生物中所有结构纤维的总称。人们曾经认为，原核生物没有细胞骨架，但随着可视化技术和结构测定的进展，FtsZ在1990年代初的发现改观了这一认识。并不是所有原核细胞骨架都是真核细胞中骨架蛋白的类似物，一些没有真核同源物的原核骨架元件也已发现。这些细胞骨架元件在各种原核生物的细胞分裂与保护，細胞極性与形态决定中有着不可或缺的作用。

## FtsZ
FtsZ是第一个被发现的原核细胞骨架蛋白，组装在接下来会发生细胞分裂，形成隔板的Z-环上，类似真核生物的肌动蛋白-肌球蛋白收缩环。Z-环是一种高度动态的结构，由许多伸展和收缩的原丝束组成，尽管Z-环收缩背后的机制和所涉及的原丝数量尚不清楚。 FtsZ作为一种组织者蛋白(an organizer protein)，是细胞分裂所必需的。 它是胞质分裂期间隔膜的第一个组成部分，它将所有其他已知的细胞分裂蛋白募集到分裂部位。
尽管与肌动蛋白具有这种功能相似性，但FtsZ与真核微管蛋白同源。 尽管FtsZ和微管蛋白的一级结构的比较显示出弱关系，但它们的三维结构非常相似。 此外，与微管蛋白一样，单体FtsZ与GTP结合并与其他FtsZ单体聚合，GTP水解的机制类似于微管蛋白二聚化。

## MreB
MreB是一种被认为类似于真核肌动蛋白的细菌蛋白质。 MreB和肌动蛋白具有弱的一级结构匹配，但在3-D结构和长丝聚合方面非常相似。
几乎所有的非球形细菌都依赖MreB来确定它们的形状。 MreB在细胞质膜下组装成丝状结构的螺旋网络，覆盖细胞的整个长度。 MreB通过介导合成肽聚糖的酶的位置和活性来确定细胞形状，并通过作为细胞膜下的刚性细丝起作用，施加向外的压力来雕刻和支撑细胞。 MreB从其正常的螺旋网络凝结，并在细胞分裂前在新月柄杆菌（Caulobacter crescentus）的隔膜（septum）处形成紧密环，这是一种机制被认为有助于定位其偏离中隔的隔膜。 MreB对于极性细菌中的极性测定也很重要，因为它负责在新月柄杆菌中正确定位至少四种不同的极性蛋白。